# Neserigone
Neserigone és un gènere d'aranyes araneomorfes de la subfamília Erigoninae, dins de la família Linyphiidae. Es pot trobar a la Rússia asiàtica i el Japó.
Fou descrit per primera vegada per Kiril Ieskov l'any 1992.

## Llista d'espècies
Segons The World Spider Catalog 12.0:
- Neserigone basarukini Eskov, 1992 (Espècie tipus) – Rússia, Japó
- Neserigone nigriterminorum (Oi, 1960) – Japó
- Neserigone torquipalpis (Oi, 1960) – Japó